# Lagerführer

Lagerführer (chef de camp) était un titre paramilitaire de la SS, propre au Totenkopfverbände (service des camps de concentration). Un Lagerführer était l'officier SS en chef affecté à un camp de concentration particulier, servant de commandant dudit camp.
Le terme Lagerführer était distinct et séparé du poste de Kommandant. Les Lagerführers étaient généralement employés dans des complexes de camps, où un camp principal était divisé en un ou plusieurs camps plus petits. L'exemple le plus reconnaissable en est le système de commandement et de contrôle d'Auschwitz, dans lequel un seul Kommandant supervisait les activités de trois Lagerführers subordonnés, chacun responsable de l'un des trois principaux camps de concentration d'Auschwitz.
Le titre de Lagerführer n'était généralement pas utilisé pour désigner les commandants de « sous-camps ». Les sous-camps étaient considérés comme des zones de travail satellites d'un seul camp de concentration, souvent supervisés par un sous-officier SS supérieur ou un officier SS subalterne qui à son tour répondait à son propre Lagerführer ou au Kommandant du camp principal.